# 1429
- Wikisource

| Calendário gregoriano                                                        | 1429 MCDXXIX                                          |
| Ab urbe condita                                                              | 2182                                                  |
| Calendário arménio                                                           | 878 – 879                                             |
| Calendário bahá'í                                                            | -415 – -414                                           |
| Calendário budista                                                           | 1973                                                  |
| Calendário chinês                                                            | 4125 – 4126 Início a 5 de fevereiro (aproximadamente) |
| Calendário copta                                                             | 1145 – 1146                                           |
| Calendário etíope                                                            | 1421 – 1422                                           |
| Calendários hindus - Vikram Samvat - Calendário nacional indiano - Cáli Iuga | 1484 – 1485 1350 – 1351 4529 – 4530                   |
| Calendário Holoceno                                                          | 11429                                                 |
| Calendário islâmico                                                          | 832 – 833                                             |
| Calendário judaico                                                           | 5189 – 5190                                           |
| Calendário persa                                                             | 807 – 808                                             |
| Calendário rúnico                                                            | 1679                                                  |
| Calendário solar tailandês                                                   | 1972                                                  |

1429 (MCDXXIX, na numeração romana) foi um ano comum do século XV do Calendário Juliano, da Era de Cristo, a sua letra dominical foi B (52 semanas), teve início a um sábado e terminou também a um sábado.
| Ano completo                   |
| ------------------------------ |
| Ano comum com início ao sábado |

## Eventos
- 6 de novembro — coroação de Henrique VI de Inglaterra
- Pedro, Infante de Portugal casa com a princesa Isabel de Aragão, condessa de Urgel.
- Maomé IX destrona pela segunda vez Maomé VIII após uma guerra civil no Reino Nacérida de Granada.
- Fundada a Ordem do Tosão de Ouro por Filipe III, Duque da Borgonha.
- Carlos VIII da Suécia casa com Brigida Turesdotter.
- Fim do reino de Chūzan.

### Guerra dos Cem Anos
- 8 de maio — Termina o cerco de Orleães, iniciado a 12 de outubro de 1428, com a vitória das tropas comandadas por Joana D'Arc.
- 11 e 12 de junho — Batalha de Jargeau.
- 15 de junho — Batalha de Meung-sur-Loire.
- 18 de junho — Batalha de Patay.
- 17 de julho — Coroação de Carlos VII de França na catedral de Reims por Joana D'Arc.

## Nascimentos
- 23 de Março — Margarida de Anjou, rainha consorte de Henrique VI de Inglaterra
- Álvaro (II) de Abreu Falcão, bispo de Évora.
- Pedro de Coimbra, Condestável de Portugal (m. 1466).
- Gentile Bellini, pintor italiano (m. 1507).
- Mino da Fiesole, escultor italiano  (m. 1484).

## Mortes
- 20 de fevereiro — João de Bicci de Médici, fundador da família Médici.
- 22 de junho — Ghiyath al-Kashi, matemático e astrónomo persa  (n. c. 1380).
- 4 de julho — Carlos I Tocco, conde palatino de Cefalónia e déspota do Epiro.